# Mugga-Eukalyptus
Der Mugga-Eukalyptus (Eucalyptus sideroxylon) ist eine Pflanzenart innerhalb der Familie der Myrtengewächse (Myrtaceae). Sie kommt sporadisch im Südosten von Australien vor. und wird dort „Mugga“, „Red Ironbark“ oder „Mugga Ironbark“ genannt.

## Beschreibung

### Erscheinungsbild und Blatt
Der Mugga-Eukalyptus wächst als Baum, der Wuchshöhen von bis zu 35 Meter erreicht. Die Borke verbleibt an kleineren Ästen oder auch am gesamten Baum und ist rotbraun (daher der Trivialname „Ironbark“) oder schwarz-braun. An den oberen Teilen des Baumes ist die Borke glatt, weiß oder grau und schält sich in kurzen Bändern. Die kleinen Zweige sind grün. Öldrüsen gibt es weder in der Borke noch im Mark. Der Stammdurchmesser erreicht bis über 1 Meter.
Beim Mugga-Eukalyptus liegt Heterophyllie vor. Die Laubblätter an jungen Exemplaren sind breit-lanzettlich oder eiförmig. Die Blattstiele an  mittelalten und erwachsenen Exemplaren sind 10 bis 20 mm lang. Die matt grünen, matt grau-grün oder blaugrün bemehlten Blattspreiten an mittelalten Exemplaren sind bei einer Länge von 5 bis 10 cm und einer Breite von 2 bis 5 mm breit-lanzettlich oder eiförmig, gerade oder sichelförmig und ganzrandig. Die auf der Blattoberseite und -unterseite gleichfarbig matt grüne oder grau-grüne, relativ dicke Blattspreite an erwachsenen Exemplaren ist bei einer Länge von 7 bis 14 cm und einer Breite von 1,2 bis 1,8 cm lanzettlich, gerade, mit sich verjüngender Spreitenbasis und spitzem oberen Ende. Die erhabenen oder undeutlich zu sehenden Seitennerven gehen großen Abständen in spitzen Winkel vom Mittelnerv ab.

### Blütenstand und Blüte
Seitenständig an einem bei einem Durchmesser von bis zu 3 mm im Querschnitt schmal-abgeflachten oder kantigen, 7 bis 20 mm langen Blütenstandsschaft stehen in einem einfachen Blütenstand etwa sieben Blüten zusammen. Der stielrunde Blütenstiel ist 2 bis 15 mm lang. Die manchmal blaugrün bemehlte oder bereifte Blütenknospe ist bei einer Länge von 7 bis 12 mm sowie einem Durchmesser von 4 bis 6 mm ei-, keulen- oder kurz spindelförmig. Die Kelchblätter bilden eine „Calyptrata“ oder ein „Operculum“, die noch bis zur Blüte (Anthese) erhalten bleibt. Die glatte Calyptra ist konisch oder schnabelförmig, kürzer und schmaler als der glatte Blütenbecher (Hypanthium). Die äußeren Staubblätter sind unfruchtbar. Die Blüten sind weiß, cremefarben, gelb, rosafarben oder rot.

### Frucht
Die Frucht ist bei einer Länge von 5 bis 11 mm und einem Durchmesser von 5 bis 9 mm kugelig, halbkugelig oder eiförmig mit vier- oder fünf Fruchtfächern. Der Diskus ist eingedrückt und die Fruchtfächer sind eingeschlossen.

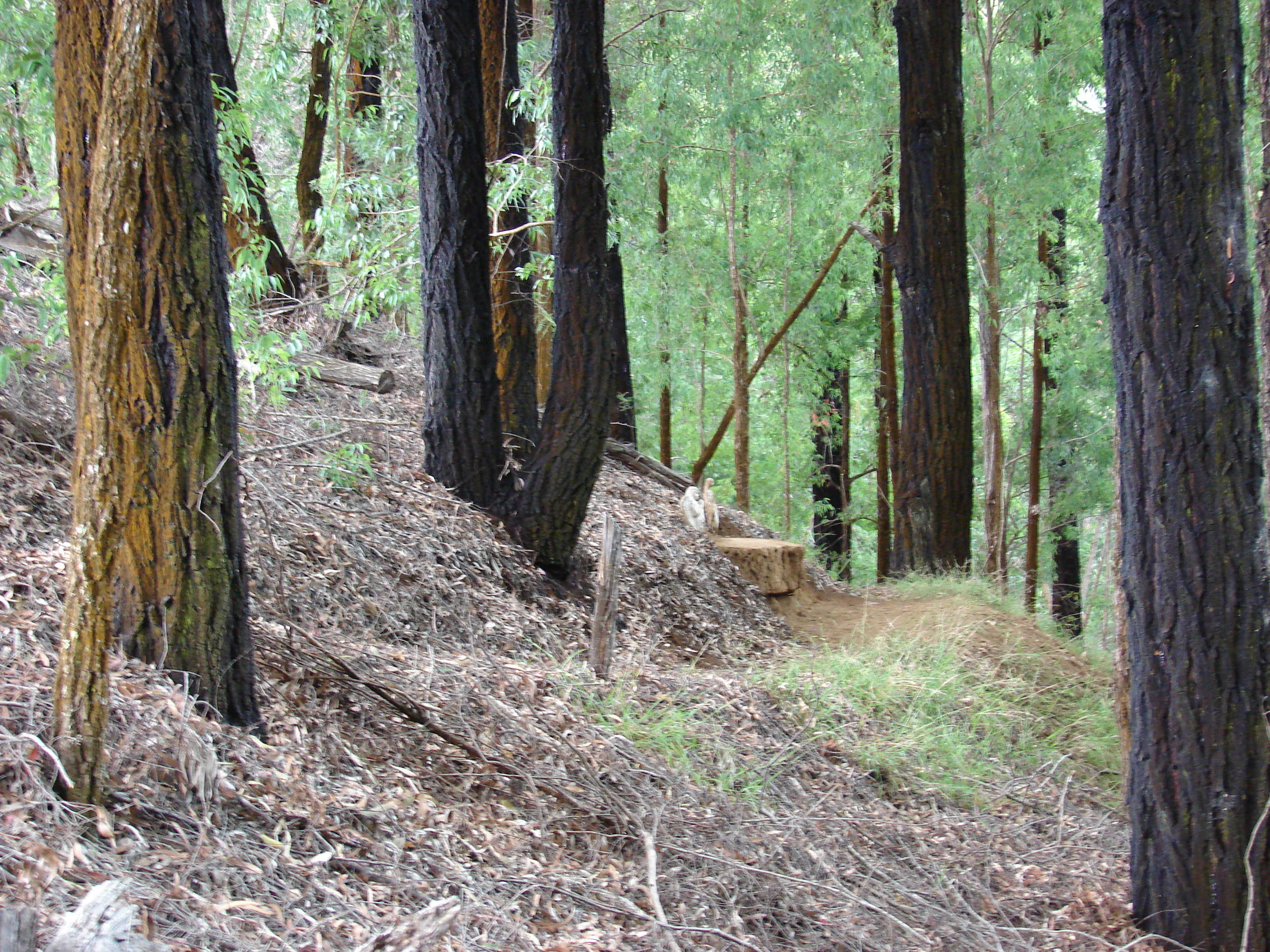
Stamm und Borke
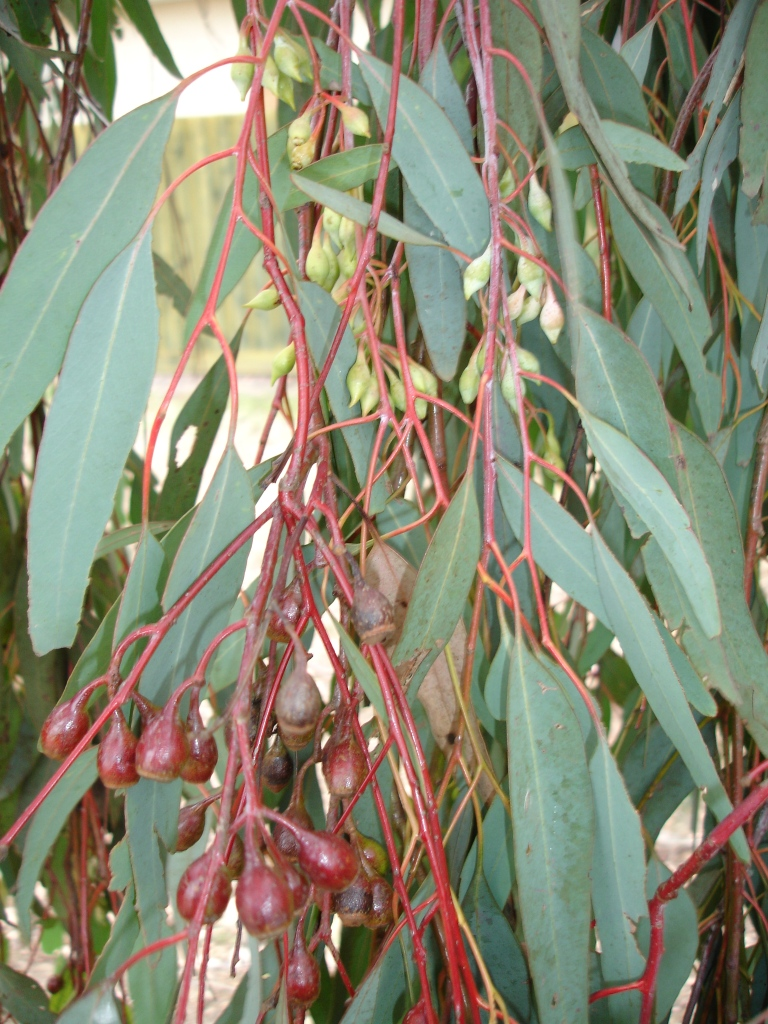
Laubblätter und Blütenknospen
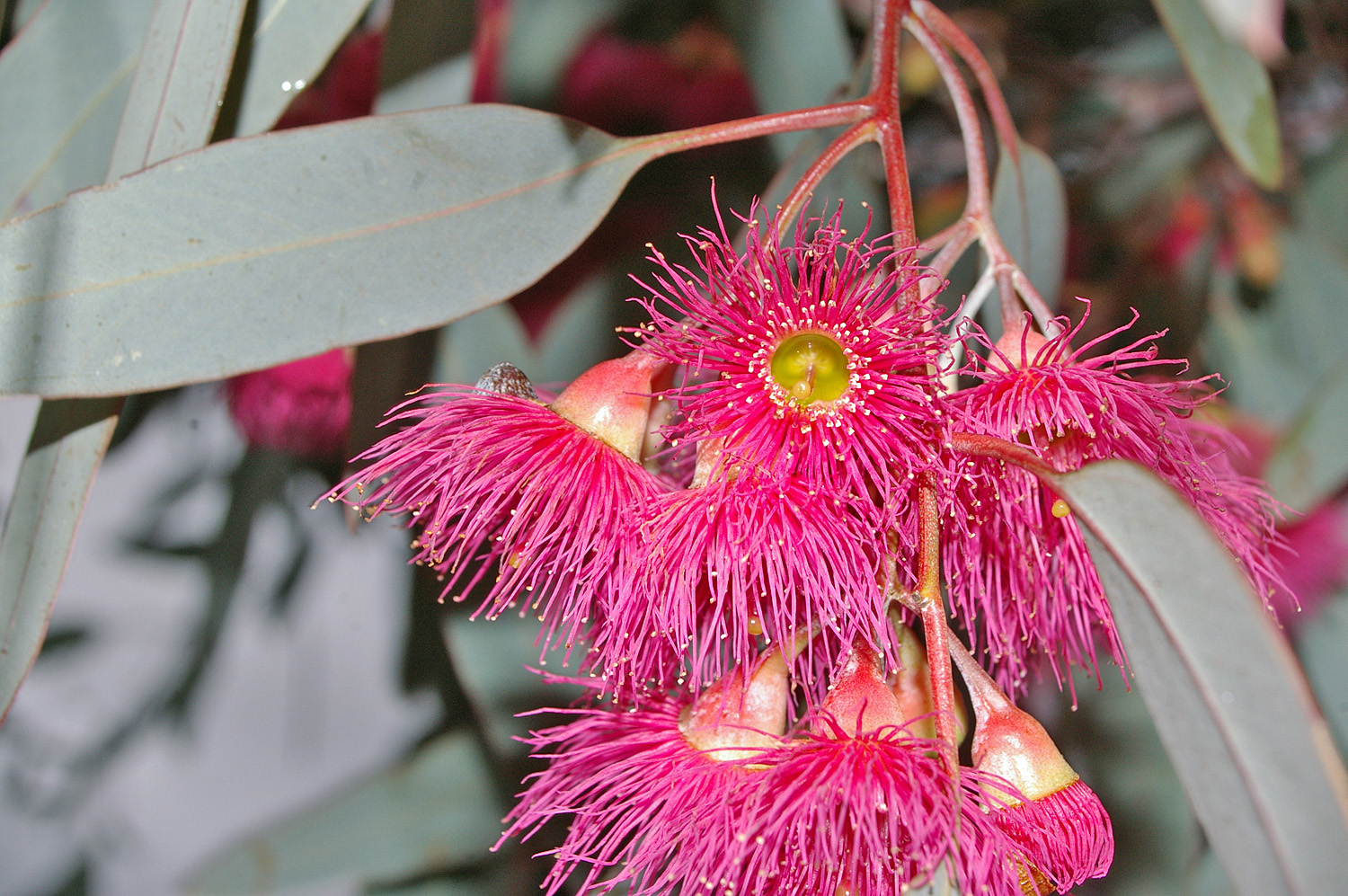
Blütenstand
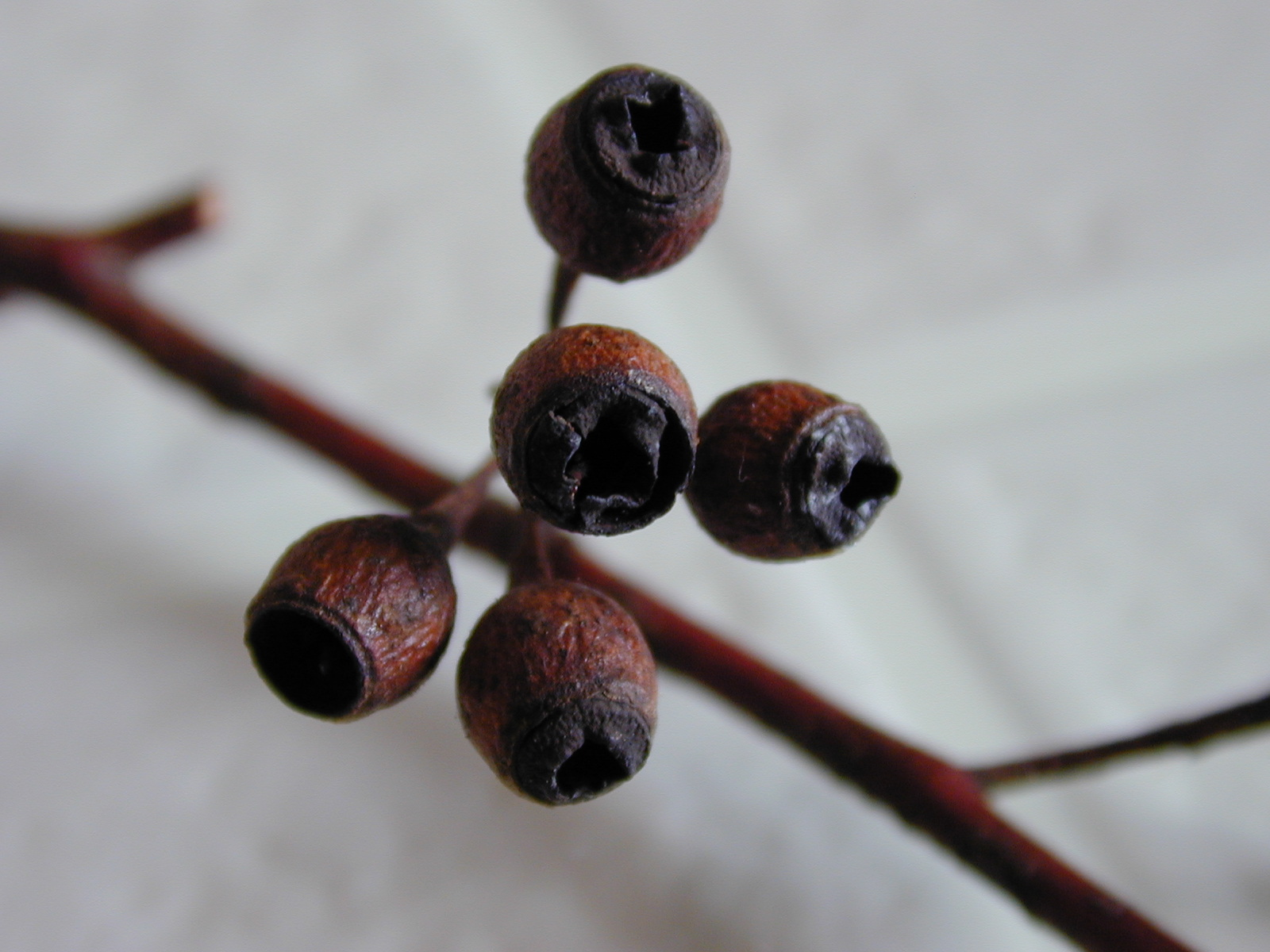
Früchte

## Vorkommen

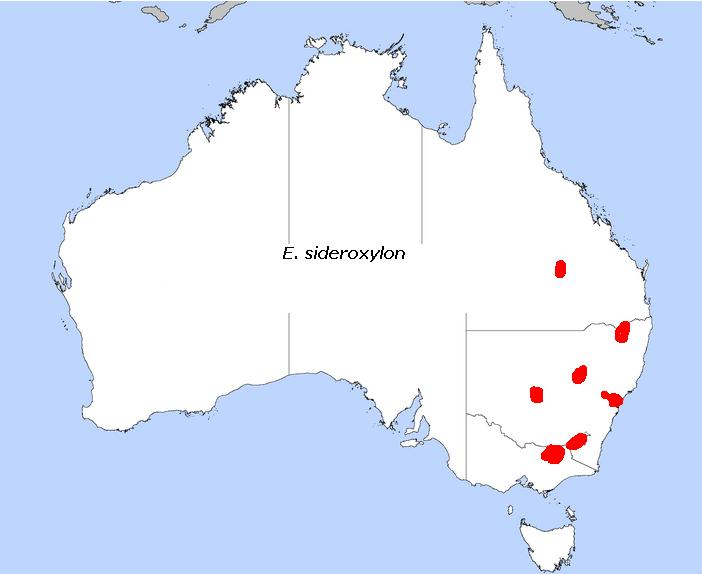
Verbreitungsgebiet

Der Mugga-Eukalyptus kommt im Südosten von Queensland, in der östlichen Hälfte von New South Wales und im mittleren und östlichen Victoria vor. Er tritt vereinzelt, stellenweise aber häufig, auf. Er wächst in lichtem Hartlaubwald, bevorzugt auf leichteren, nährstoffarmen Böden.

## Taxonomie
Die Erstbeschreibung von Eucalyptus sideroxylon erfolgte 1887 durch William Woolls in Proceedings of the Linnean Society of New South Wales, Series 2, Volume 1, S. 859. Das Typusmaterial weist die Beschriftung „New South Wales, near Mt. Caley, Lachlan R., A. Cunningham 205. 3 Jun 1817 (holo K, iso BM)“ auf. Es wurde allerdings kein Typusmaterial angegeben. Woolls veröffentlichte lediglich Cunninghams Namen. Als Typus wird der aus der Sammlung angesehen, auf den sich Cunningham in Mitchell, S. 339 bezieht. Ein Synonym für Eucalyptus sideroxylon A.Cunn. ex Woolls ist Eucalyptus leucoxylon F.Muell.
Von Eucalyptus sideroxylon gibt zwei Unterarten:
- Eucalyptus sideroxylon subsp. improcera A.R.Bean
- Eucalyptus sideroxylon A.Cunn. ex Woolls subsp. sideroxylon, Syn.: Eucalyptus leucoxylon var. pallens Benth., Eucalyptus sideroxylon var. minor (Benth.) Maiden, Eucalyptus leucoxylon var. minor Benth., Eucalyptus sideroxylon A.Cunn. ex Woolls var. sideroxylon.

Die frühere Unterart Eucalyptus sideroxylon subsp. tricarpa L.A.S.Johnson besitzt den Rang einer Art Eucalyptus tricarpa (L.A.S.Johnson) L.A.S.Johnson & K.D.Hill.

## Nutzung
Neben der Nutzung des Holzes als Feuer- und Bauholz dienen die Laubblätter des Baumes der Herstellung von cineolbasiertem Eukalyptusöl.

## Inhaltsstoffe
Stilbene und andere Polyphenole, die von Pflanzen bei Angriffen von Krankheitserregern produziert werden, heißen Phytoalexine. Derartige Substanzen können bei hypersensibler Reaktion von Pflanzen auf Krankheitskeime angenommen werden. Mit dem hohen Gehalt an Polyphenolen im Holz des Mugga-Eukalyptus kann seine natürliche Widerstandsfähigkeit gegen Fäulnis erklärt werden.